# Gilmore Junio
Gilmore Junio, né le 6 août 1990 à Calgary, est un patineur de vitesse canadien. Il est spécialiste des épreuves de 500 mètres et 1 000 mètres hommes.

## Biographie
Il est d'origine philippine.
Il se qualifie pour les épreuves de 500 mètres et 1 000 mètres hommes aux Jeux olympiques d'hiver de 2014. Après avoir terminé à la 10e place dans la première épreuve, Junio laisse sa place à son coéquipier canadien Denny Morrison qui, à la suite d'une chute, n'avait pu se qualifier. Lors de la course au 1 000 mètres hommes, Morrison remporte la médaille d'argent olympique.

## Palmarès

### Jeux olympiques d'hiver
| Épreuve / Édition   | 500 mètres | 1 000 mètres | 1 500 mètres | 5 000 mètres | 10 000 mètres | Mass start | Poursuite par équipes |
| JO 2014 Sotchi      | 10e        | —            | —            | —            | —             | —          | —                     |
| JO 2018 Pyeongchang |            | —            | —            | —            | —             | —          | —                     |

Légende :
- : première place, médaille d'or
- : deuxième place, médaille d'argent
- : troisième place, médaille de bronze
- : pas d'épreuve
- — : Non disputée par le patineur
- DSQ : disqualifiée